# Halmoš
Halmoš (mađ. Óalmas) je selo u jugoistočnoj Mađarskoj.

## Zemljopisni položaj
Jugoistočno je jezero Kigyos, istočno-jugoistočno jezero Sós, Aljmaški prirodni rezervat (Bácsalmási Gyapjas Gyűszűvirág Termőhelye Természetvédelmi terület), istočno je Aljmaš, zapadno su Bikić i Boršot, sjeverno su Matević i Tataza, južno je Modaroš. Nalazi se na 121 metar nadmorske visine.

## Upravna organizacija
Upravno pripada aljmaškoj mikroregiji u Bačko-kiškunskoj županiji. Poštanski broj je 6430. Pripada Aljmašu.

## Promet
U blizini je željeznička postaja Halmoš. Istočno je kanal Matételki-Kígyós főcsatorna. Kod Halmoša se grana lokalna cesta od Aljmaša u dva pravca. Sjeverni krak vodi ka Bikiću, a južni ka Modarošu.

## Stanovništvo
2001. je godine Halmoš imao 115 stanovnika.